# Paul Gehlhaar
Paul Gehlhaar (Königsberg, 27 agosto 1905 – Berlino Ovest, 30 giugno 1968) è stato un calciatore tedesco, di ruolo portiere.

## Palmarès

### Club

#### Competizioni nazionali
- Campionato tedesco: 2

Hertha Berlino: 1929-1930, 1930-1931